# Bořiči mýtů
Bořiči mýtů (v anglickém originále MythBusters) je populárně-vědecký televizní seriál produkovaný australskou společností Beyond Television Productions původně pro Discovery Channel v USA a Kanadě. Seriál byl od počátku převzat velkým množstvím světových stanic včetně SBS v Austrálii a BBC2 v Británii. Hvězdy pořadu – experti na speciální efekty – Adam Savage a Jamie Hyneman používají základy vědecké metody pro ověřování mnoha zvěstí, legend, mýtů, filmových scén a novinek v kultuře.
MythBusters se natáčí v San Franciscu, Kalifornii v USA i když některé prvky jsou natáčeny v Artarmonu (Nový Jižní Wales) v Austrálii. Plánování a některé pokusy jsou obvykle prováděny v dílně protagonistů, pokusy vyžadující více prostoru či speciálního okolí jsou prováděny v exteriéru, typicky v okolí Sanfranciské zátoky. Během druhé sezóny se oddělila část týmu stavičů Jamieho a Adama do samostatného týmu bořičů a v současné době testují mýty samostatně vůči původní dvojici.

## Obsazení
Adam Savage a Jamie Hyneman jsou původními bořiči a původně v pořadu prozkoumávali mýty za použití svého zázemí ze speciálních efektů. Pracují v Hynemanově dílně – M5 Industries; využívají svého týmu, který často pracuje i mimo záběr, zatímco Adam s Jamiem kromě přípravy pokusu vymýšlejí i legrácky. V pořadu hraje Jamie na pohled chladného inženýra, zatímco Adam má postavu klauna. Pořad je v originále doprovázen komentářem Roberta Lee.
V pozdějších dílech byli představeni někteří členové Jamieho týmu a začali se v epizodách pravidelně objevovat. Tři z těchto členů – sochařka Kari Byron, stavitel Tory Belleci a kovoobráběčka Scottie Chapman se v druhé sezóně oddělili a utvořili druhý bořičský tým nazývaný též "Tým stavitelů". Poté, co Scottie opustila z osobních důvodů seriál v průběhu třetí sezóny, přišel na scénu Jamieho kolega Grant Imahara, aby doplnil tým svými zkušenostmi v oblasti elektroniky a robotiky. Tým stavitelů již má svou vlastní dílnu pojmenovanou M7, kde odděleně od původní dvojice prozkoumává své vlastní mýty. V každém díle se tak setkáme se skoky mezi těmito dvěma týmy zabývajícími se odlišnými mýty.
V seriálu se taktéž objevili dva praktikanti: Vítěz soutěže stanice Discovery Christine Chamberlain a vítěz soutěže diváckých stavitelů Jess Nelson; ani jeden z nich již v pořadu nevystupuje. V první sezóně se v pořadu objevovala folkloristka Heather Joseph-Witham, která vysvětlovala původ některých legend a lidé, kteří měli osobní zkušenost s testovanými mýty, ale tyto vsuvky se v pozdějších sériích už nevyskytovaly. Přesto se však bořiči často obrací na odborníky v oblastech, v nichž potřebují vnější podporu. Tyto oblasti často zahrnují zbraně, pro které nejčastěji využijí pomoci seržanta Al Normandy z policejního oddělení jižního San Francisca a výbušniny, pro něž nejčastěji využívají vysloužilého FBI experta na výbušniny Franka Doyla. Bořiči se také zběžně ptají těch, se kterými přicházejí do styku během testů mýtů (například dodavatele materiálů), jestli někdy slyšeli o daném mýtu.

## Historie
Prvotní díly pořadu byly poprvé vytvořeny pro Discovery Channel pod názvem Tall Tales or True australským producentem Peterem Reesem z Beyond Productions v roce 2002. Discovery pak schválila tři další úvodní speciály. Rees přivedl do pořadu Jamie Hynemana, jenž si s ním již dříve promluvil na základě účasti v BattleBots. Adama Savage, jenž pracoval s Hynemanem v reklamách a na BattleBots, požádal Hyneman o pomoc s vystupováním v pořadu, jelikož – dle Adama – Jamie si připadal příliš nezajímavý být v pořadu sám o sobě.
V červnu 2006 se začala vysílat sestříhaná třicetiminutová verze Bořičů na BBC Two v Británii. Díly vysílané v evropské Discovery někdy obsahují bonusové scény, které se ve verzích pro USA neobjevily (některé z těchto scén se dostaly do "speciálů", například: "MythBusters Outtakes").

## Formát
Každá epizoda bořičů se obvykle zaměří na několik legend, oblíbených tezí, internetových zvěst či jiných mýtů. Seznam testovaných mýtů je seskládán z mnoha zdrojů, včetně osobních zkušeností všech osob interesovaných v pořadu stejně tak jako z rad fanoušků. Čas od času je díl zaměřen na jedinou oblast, jíž se některé či všechny mýty dotýkají a jsou občas označeny jakožto "Speciály". Od srpna 2008 se objevily tři mýty tak nákladné na přípravu a zkoušky, že jim byla vyhrazena celá epizoda 35, 40, a 46
a čtyři speciály měly dvojitou délku. "JAWS Special", "Mega Movie Myths", "Pirate Special" a "Supersized Myths".

### Metodika pokusů
Bořiči obvykle postupují ve dvou krocích. V prvních epizodách byly Adamem tyto kroky popsány jako "napodobit okolnosti zopakovat výsledek" např. v epizodě "Rear Axle". To značí, že se tým nejprve pokusí napodobit okolnosti, podle nichž se mýtus údajně stal, aby zjistili, zdali se dostaví údajný výsledek. Pokud to selže, pokusí se dosáhnout výsledku jakýmikoliv prostředky. Čas od času se tým (obvykle Adam a Jamie) zapojí do soutěžení o úspěšnější postup k zopakování mýtu. Nejčastěji to zahrnuje postavení předmětu potřebného k dosažení určitého cíle (například rychlé vychlazení piva či nalezení jehly v kupce sena).
Jelikož neexistuje přesný postup, jehož by se tým držel při samotném testování, většina mýtů obsahuje stavbu různorodých předmětů napomáhajícím s mýty. Využívají svých dílen k vytvoření čehokoliv potřebného, často také mechanických zařízení a sestav, aby napodobili okolnosti mýtu. Z bezpečnostních důvodů, či z důvodu potřeby opakovatelnosti a přesnosti jsou mnohé, jinak lidské činnosti nahrazeny mechanickými prostředky. Způsoby testování mýtů jsou obvykle naplánovány a uskutečňovány v duchu vizuálně zajímavých výsledků, což obvykle zahrnuje výbuchy, požáry a/nebo kolize dopravních prostředků. Tudíž jsou mýty testující zbraně, výbušniny a dopravní nehody poměrně časté.
Testy jsou někdy omezeny na dílnu, ale často je potřeba se přesunout ven. Velké množství testů v prvních sezónách se odehrálo na parkovišti před M5. Běžně využívají nákladní kontejner jakožto izolační místnost pro nebezpečné mýty, přičemž je experiment spuštěn zvenčí. Naštěstí navýšení rozpočtů dovolilo týmům častější výlety do jiných oblastí San Francisca a místní zátoky. Mezi časté lokality testů patří vyřazené (uzavřené) armádní zařízení, jako například námořní letecká základna Alameda, námořní základna Treasure Island, námořní základna San Francisca, námořní základna Mare Island, Hamiltonova letecká základna a policejní střelnice v okrese Alameda. Výjimečně (především pro speciály) se produkce přesune mimo stát, popřípadě i mimo USA.
Výsledky jsou měřeny způsobem odpovídajícím povaze experimentu. Někdy mohou být výsledky zajištěny pomocí běžných nástrojů jako například multimetr pro elektrické veličiny či různé druhy teploměrů pro termické veličiny. Pro znázornění výsledků, jež nemají číselné vyjádření, běžně používají několik druhů vybavení, jež jim poskytne pozorovatelné výsledky. Při testech fyzických následků pro lidské tělo (což by mohlo být příliš nebezpečné pro živou osobu) používají bořiči náhražky. Původně používali testovací figurínu pojmenovanou Buster) na pozorování plošných zranění a balistický gel pro testování bodných zranění. Dospěli i do stádia, kdy použili prasečí zdechliny pro test, jenž vyžadoval přesnější simulaci lidského masa, kostí a orgánů. Občas také smíchali kosti (ať již reálné či náhražky) s balistickým gelem pro simulaci určitých tělesných partií.
Jak pro vizuální prozkoumání pokusu a tak pro obrazový zážitek jsou v pořadu využívány vysokorychlostní kamery a staly se tak symbolem pořadu. Vysokorychlostní záznam pohybujícího se objektu v popředí přesně odměřené stupnice používají pro zjištění rychlosti daného objektu.